# Anthonis Mor
Anthonis Mor (Utrecht, ca. 1517 - Anvers, 1577) fou un pintor retratista neerlandès, que assolí un gran prestigi com a pintor de cambra de diverses corts europees. Per aquesta activitat arreu, en altres llocs se l'anomenà d'altres maneres: Antonio Moro, Sir Antonis Mor o Anthony More; la majoria de les seves obres, però, són signades Anthonis Mor. També es troba, de vegades, el nom vinculat al seu títol de noblesa: Anthonis Mor van Dashorst.